# Belton, South Kesteven
Belton är en by i civil parish Belton and Manthorpe, i distriktet South Kesteven, i grevskapet Lincolnshire, i England. Byn är belägen 4 km från Grantham. Belton var en civil parish fram till 1931 när blev den en del av Belton and Manthorpe. Civil parish hade 145 invånare år 1921. Byn nämndes i Domedagsboken (Domesday Book) år 1086, och kallades då Beltone.